# Atrophaneura nevilli
Nevill's Windmill Atrophaneura nevilli là một loài bướm ngày thuộc họ Papilionidae, được tìm thấy ở Ấn Độ. Loài này phân bố ở đông bắc Ấn Độ (Assam), Myanma (bang Shan) và miền tây Trung Quốc.
Sải cánh dài 100 - 120mm.